# Antonio Tormo
Antonio Tormo (General Gutiérrez, 18 de septiembre de 1913 - Buenos Aires, 15 de noviembre de 2003) fue un cantante argentino de música folklórica de su país. En la década de 1930 integró La Tropilla de Huachi Pampa, uno de los primeros en tener éxito masivo, donde cantaba a dúo con Diego Canales. Con los Huachi Pampa cantó en El fogón de los arrieros, el primer programa radial de música folklórica de alcance nacional. En 1950 grabó el simple "El rancho 'e la Cambicha" que se convirtió en el mayor éxito de la historia musical de la Argentina, vendiendo 5 millones de unidades. En 1955 fue prohibido por la dictadura militar autodenominada Revolución Libertadora.

## Biografía
Hijo de padres valencianos, nació el 18 de septiembre de 1913 en General Gutiérrez, localidad del departamento Maipú, de la provincia de Mendoza, en una de las casas de la bodega Giol, en donde trabajaba su padre, fallecido antes de su nacimiento. Realizó sus estudios secundarios en San Juan, donde se recibió como tonelero.
A comienzos de la década de 1930, comenzó a trabajar en el mismo puesto que ocupara su padre, viviendo en la casa de Diego Manuel Benítez, quien adoptaría el nombre artístico de Diego Canales, y con quien formó él Dúo Tormo-Canales para cantar en fiestas familiares, obteniendo un contrato en LV10, Radio de Cuyo, sin dejar de trabajar en la bodega. En 1934, ambos se trasladaron a San Juan, para trabajar en la bodega El Globo, actuando simultáneamente en Radio Graffigna (LV1).
En 1937 el dúo se trasladó a Buenos Aires donde conocieron a Buenaventura Luna, aún conocido con su nombre de nacimiento Eusebio de Jesús Dojorti, con quien integraron el grupo La tropilla de Huachi Pampa, junto también a Remberto Narváez, José Samuel Báez y el Zarco Alejo (José Castorina). El 1 de octubre de 1937 debutaron en radio El Mundo de Buenos Aires, abriendo camino a la difusión masiva de la música folklórica, éxito que llevó a la emisora a poner en el aire en 1939, El fogón de los arrieros, conducido por Buenaventura Luna y con la actuación del conjunto y con el auspicio de cigarrillos Caravana.
En 1942 la tropilla Huachi Pampa se separó. Tormo se radicó en San Juan con la intención de dejar el canto profesional. Trabajó como bicicletero en un negocio abierto por sus hermanos, puesto que las bodegas habían sido destruidas por el gran terremoto de 1944 y ya no se podía vivir de la tonelería. En 1945 se casó con Elena Casella y comenzó a actuar en Radio Aconcagua, con gran éxito de público y audiencia. En 1947 retornó a Buenos Aires, donde fue contratado primero por Radio Splendid y luego  por Radio Belgrano. Ese mismo año grabó varios simples en RCA Víctor, el primero de los cuales fue "El Jarillero" y "Ay que se va". Incluido en esa serie inicial de discos sencillos, el vals "Cuando no me quieras", tuvo gran difusión en Colombia, constituyéndose en el primer éxito de Tormo.
En 1949 grabó "Los ejes de mi carreta" de Atahualpa Yupanqui y "Amémonos", y este último se convirtió en un gran suceso, vendiendo más de un millón de unidades. Sus discos comenzaron a tener una importante difusión también en Uruguay y, sobre todo, en Chile, adonde viajó ese mismo año, alcanzando el primer puesto de ventas con su simple "Mis harapos" y "Mama vieja".
En 1950 grabó "El rancho'e la Cambicha", que vendió 5 millones de copias, convirtiéndose en el disco más vendido de la historia argentina y que dio inicio al llamado boom del folklore. De hecho, en 1950 el tango resultó postergado en las ventas, por primera vez, por una canción popular proveniente del folklore.
Desde entonces comenzó a ser llamado el Cantor de los Cabecitas, en referencia a los cabecitas negras, apodo despectivo que utilizaban las clases medias y altas de Buenos Aires para designar a los migrantes provenientes de las provincias, que se trasladaban masivamente a la capital del país para trabajar en las fábricas. El éxito fue tal que a los migrantes internos de extracción popular los llamaban también Veinte y veinte, aludiendo al hecho de que cuando entraban a los almacenes en los que había pasadiscos gastaban veinte centavos en una pizza y otros veinte para oír discos de Tormo.

Yo me transformé en el vocero del cabecita; del chico provinciano que venía a Buenos Aires a trabajar.
Antonio Tormo (2002)

En 1955, cuando era el cantante más popular del país, fue prohibido por la dictadura militar autodenominada Revolución Libertadora. A partir de entonces, una censura más o menos directa se impuso sobre las grabaciones de Antonio Tormo durante casi dieciocho años.
Fue reivindicado brevemente durante el segundo período peronista, entre 1973 y 1976; en ese último año apareció en el filme El canto cuenta su historia. Con la recuperación de la democracia en 1983, cesó toda censura sobre Tormo, siendo definitivamente reivindicado.
En 1993, en ocasión de cumplir 80 años, recibió una gran cantidad de reconocimientos como su designación como Ciudadano Ilustre de la Ciudad de San Juan; Benefactor de la Cultura y Tradición Sanjuanina, por el Congreso de esa provincia; la designación de una calle con su nombre en la Ciudad de Panquehua (Mendoza); el Premio ACE por su vigencia; y finalmente, la Medalla y Diploma de Honor en homenaje a su vasta trayectoria, entregada la Cámara de Senadores de la Nación.
La última grabación oficial registrada fue junto al grupo de rock mendocino Karamelo Santo, haciendo juntos una versión de «El rancho'e la Cambicha» y «Entre San Juan y Mendoza». Esta última editada en el CD Soy cuyano de Goy Karamelo de 2014 por Ultrapop.
Desde entonces los premios y reconocimientos se multiplicaron. Falleció a los 90 años, el 15 de noviembre de 2003 en el sanatorio Mitre de la ciudad de Buenos Aires, a causa de una afección renal.

## Discografía
- 1965: "Caudillo Montonero" - DISC JOCKEY
- 1968: "El Cantor de las Cosas Nuestras" - DISC JOCKEY
- ????: "Eterno amor" - DISC JOCKEY
- ????: "Antonio Tormo" - DISC JOCKEY
- ????: "Dos que se aman" - RCA CAMDEN
- ????: "Antonio Tormo" - RCA CAMDEN
- ????: "La canción del Linyera" - RCA CAMDEN
- 1965: "El Rancho E´ La Cambicha" - RCA
- ????: "Paisajes musicales" - RCA
- ????: "Antonio Tormo y su conjunto" - RCA
- ????: "Romanzas del criollismo" - RCA
- ????: "Las grandes creaciones de Antonio Tormo" - RCA
- ????: "Mis Harapos" - RCA
- 1973: "Los tiernos juramentos" - RCA
- ????: "Antonio Tormo canta sus canciones favoritas" - VOXOR
- 1974: "Canción para mi pueblo joven" - MICROFON ARGENTINA S.A.
- ????: "Antonio Tormo" - MICROFON ARGENTINA S.A.
- ????: "Bellos Momentos" - MICROFON ARGENTINA S.A.
- 1975: "Flores para mi madre" - MICROFON ARGENTINA S.A.
- 1979: "Los más Grandes Éxitos de Antonio Tormo" - ORFEO
- 1980: "El caminante" - MUSIC HALL
- 1980: "Selección Especial" - CBS
- ????: "Valsecitos inolvidables" - MICROFON ARGENTINA S.A.
- ????: "El retorno" - MICROFON ARGENTINA S.A.
- 1994: "La Historia de un Grande" - MUSICA & MARKETING S.A.
- 1995: "Corazón de Luto" - EUROPHONE
- 1995: "El Rancho E´ La Cambicha" - MUSICA & MARKETING S.A.
- 1998: "Antonio Tormo" - DIAPASON
- 1999: "Canciones inolvidables" - RCA VICTOR EUROPE
- 2000: "Lo mejor de Antonio Tormo" - DISC JOCKEY
- ????: "Antonio Tormo y su conjunto de guitarras - 21 Éxitos versiones originales" - CUMBRE RCS CHILE
- 2005: "Serie Histórica" - DISTRIBUIDORA BELGRANO NORTE
- 2007: El caminante" - DIAPASON
- 2008: "Los Mejores 13" - DISTRIBUIDORA BELGRANO NORTE
- 2009: "2 CD´s en UNO" - DISTRIBUIDORA BELGRANO NORTE
- 2011: "Lo mejor de nuestro Folklore - Grandes Éxitos" - PRO COM S.R.L.
- 2011: "Por siempre - 20 Temas Inolvidables" - PRO COM S.R.L.

## Definiciones
Su coprovinciano y poeta Armando Tejada Gómez, lo llamó el Cantor de las Cosas Nuestras, apodo con el que se lo conoce de modo general. En 1991, Tejada Gómez se refirió a Antonio Tormo del siguiente modo:

La voz del poeta fue en la ocasión la voz del pueblo que creció a la par de Antonio y clavaba el dial en radio Belgrano para escuchar esa campana terrestre que se llamaba Antonio Tormo, de oficio tonelero, hombre de trabajo pesado al que un día allá en los valles se le instaló el sueño del canto y comenzó a cantar entre la gente y fue la gente la que hizo un tormo. Porque Tormo es un amasijo popular, una escultura hecha por su propio pueblo al que respondió sin dar jamás un paso atrás. Cantó todo lo que tenía que cantar. Cantó al niño desvalido, cantó a los pobres, cantó a la alegría de los vinos jocundos de nuestros valles, cantó al amor y cómo.